# Luperina pallescens
Luperina pallescens är en fjärilsart som beskrevs av Culot 1913. Luperina pallescens ingår i släktet Luperina, och familjen nattflyn. Inga underarter finns listade.